# Bull Terrier Miniatura
O Bull Terrier Miniatura é uma variedade da raça Bull Terrier Inglês(standard), diferenciando-se deste principalmente por conta do porte físico. O bull terrier, tanto o miniatura quanto o standard, tem como base a combinação entre o extinto English White Terrier, o Dálmata e o antigo Bulldog. O primeiro registro da existência do Bull Terrier está documentada em 1872 no livro The Dogs of British Islands.

## História
Exemplares pequenos do Bull Terrier eram conhecidos desde o princípio do século 19, mas perderam a popularidade antes da Primeira Guerra Mundial e foram removidos dos registros do Kennel Club da raça em 1918. Em 1938, uma recuperação da raça foi encabeçada pelo Coronel Richard Glyn e um grupo de amigos entusiastas que fundaram o “Miniature Bull Terrier Club”. O padrão é o mesmo do Bull Terrier, com exceção do limite de altura.

## Características

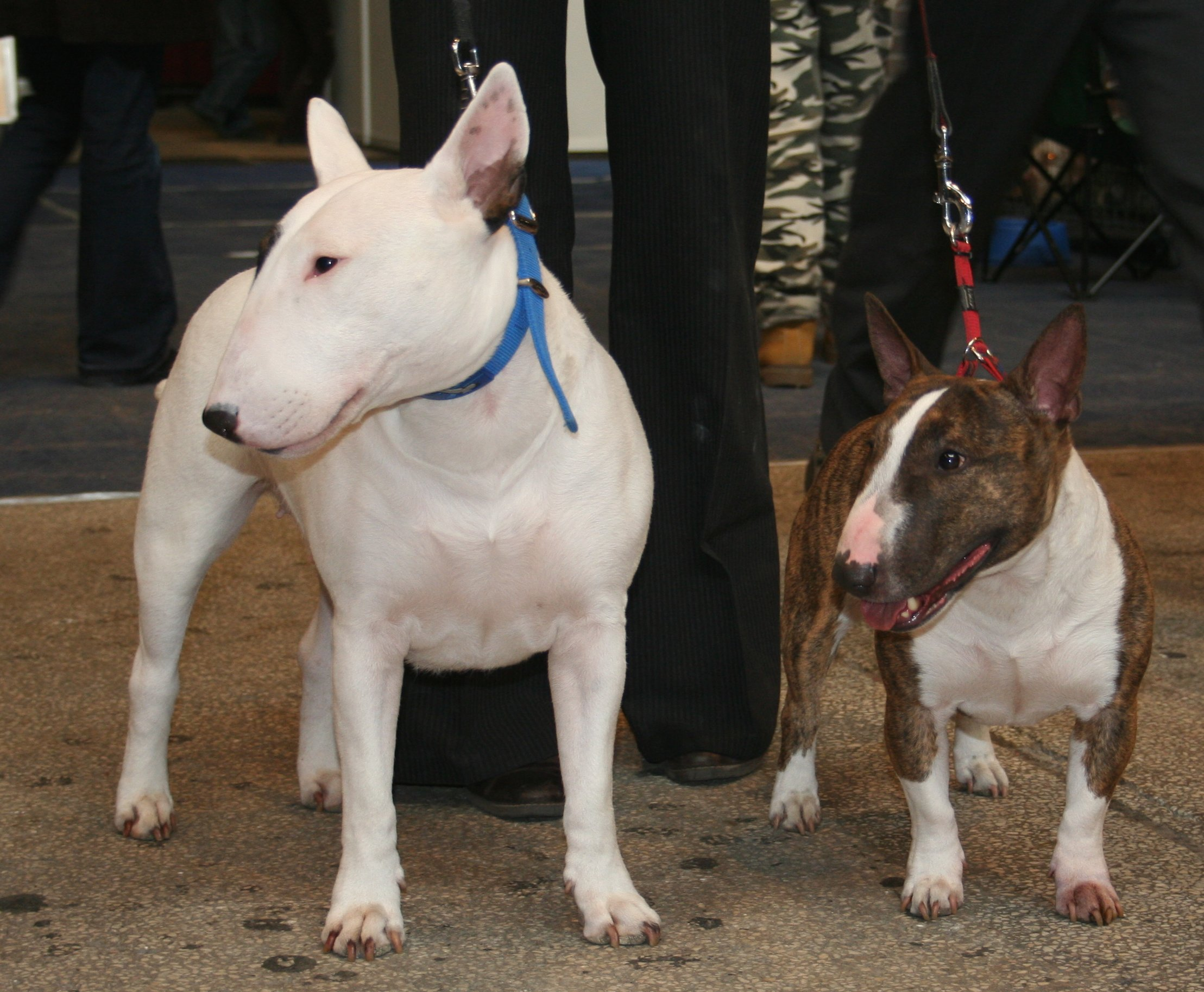
Bull Terrier standard e miniatura

O Bull Terrier Miniatura tem pelagem curta, lisa, brilhante bem rentes à pele, assim como o Bull Terrier standard. Eles são aceitos na pelagem branca, branca com outra cor, ou totalmente coloridos fechados. No entanto, em ambos padrões, qualquer pelagem azul ou fígado são indesejáveis.
No início de 1900, a diferença entre as raças foi determinada pelo peso do cão. No entanto, isso levou o Bull Terrier Miniatura tornar-se tão pequeno e fino que eles pareciam mais como um Chihuahua do que um Bull Terrier. Assim, na década de 1970, o limite de peso foi substituído por um limite de altura de menos de 35,5 cm. Eles são geralmente não menores do que 25 centímetros. De acordo com o AKC, o peso do bull terrier miniatura deve ser proporcional à sua altura. No entanto, eles tendem a variar de entre 9 e 15 kg.

## Temperamento
Como o Bull Terrier standard, os miniaturas são amorosos e, como muitas raças de terrier, eles podem ser teimosos às vezes; mas, apesar disso eles fazem ótimos cães para pessoas com limitação de espaço.
Bull Terrier Miniatura são conhecidos por ser teimosos e corajosos. Apesar de sua estatura diminuta, eles prontamente desafiam cães maiores. No entanto, como com qualquer cão, os proprietários podem reduzir a probabilidade de confrontos por fornecer o treinamento adequado. Eles são muito enérgicos e brincalhões e as adoram pessoas, mas cuidado deve ser tomado como eles são instáveis com outros cães. 